# Мурутсос, Михаил
Михаи́л Муру́тсос (греч. Μιχαήλ Μουρούτσος; 29 февраля 1980, Афины) — греческий тхэквондист наилегчайшей весовой категории, выступал за сборную Греции в первой половине 2000-х годов. Чемпион летних Олимпийских игр в Сиднее, чемпион Европы, победитель многих турниров национального и международного значения. Также известен как тренер по тхэквондо.

## Биография
Михаил Мурутсос родился 29 февраля 1980 года в Афинах, Греция. Активно заниматься тхэквондо начал в возрасте семи лет, проходил подготовку в столичном клубе единоборств «Дафни» под руководством тренера Тео Канеллопулоса, который дал ему все необходимые знания и обучил всем техникам.
Первого серьёзного успеха на взрослом международном уровне добился в 2000 году, когда попал в основной состав греческой национальной сборной и побывал на домашнем чемпионате Европы в Патрах, откуда привёз награду золотого достоинства, выигранную в наилегчайшей весовой категории. Благодаря череде удачных выступлений удостоился права защищать честь страны на Олимпийских играх в Сиднее, куда тхэквондо впервые было включено в качестве полноценной дисциплины. На Олимпиаде Мурутсос сенсационно завоевал золото, взяв верх над всеми четырьмя соперниками в наилегчайшем весе, в том числе победил тайваньского бойца Хуан Чжисюна, который в итоге стал бронзовым призёром, а также аргентинца Габриэля Тарабурелли и испанца Габриэля Эспарсу в полуфинале и финале соответственно. Стал, таким образом, первым в истории олимпийским чемпионом по тхэквондо.
Завоевав звание олимпийского чемпиона, Михаил Мурутсос остался в основном составе команды Греции и продолжил принимать участие в крупнейших международных турнирах. Так, в 2003 году он представлял страну на чемпионате мира в немецком Гармиш-Партенкирхене, где занял в своём весовом дивизионе пятое место. Будучи одним из лидеров греческой национальной сборной по тхэквондо, благополучно прошёл квалификацию на домашние Олимпийские игры 2004 года в Афинах — пытался повторить успех четырёхлетней давности, но сумел выиграть здесь только один поединок, после чего на стадии четвертьфиналов со счётом 2:8 потерпел поражение от египтянина Тамера Байюми, ставшего впоследствии бронзовым призёром олимпийского турнира.
Последний раз Мурутсос показывал сколько-нибудь значимые результаты на международной арене в сезоне 2005 года, когда выиграл бронзовую медаль на летней Универсиаде в Измире и занял пятое место на мировом первенстве в Мадриде. Вскоре по окончании этих соревнований принял решение завершить карьеру профессионального спортсмена, уступив место в сборной молодым греческим тхэквондистам.
В настоящее время работает тренером по тхэквондо. Владеет чёрным поясом по тхэквондо (6 дан).